# ۱۸۶۰

## رویدادها
جوزپه گاریبالدی با چریکهای تحت فرماندهی خود به جزیره سیسیل حمله کرد و به سلطه بوربون‌ها پایان داد.

## زادروزها
- ۱۲ اوت - کلارا هیتلر
- ۲۹ ژانویه - آنتوان چخوف
- ۳۱ ژانویه – آترپت، نویسنده اهل ارمنستان (د. ۱۹۳۷)
- ۱۳ مارس – هوگو ولف، آهنگساز اتریشی (د. ۱۹۰۳)
- ۱۹ مارس – ویلیام جنینگز برایان، سیاست‌مدار، وکیل، و دیپلمات آمریکایی (د. ۱۹۲۵)
- ۱۳ آوریل – جیمز انسور، نقاش بلژیکی (د. ۱۹۴۹)
- ۲ مه – تئودور هرتسل، ژورنالیست و نویسنده اهل مجارستان (د. ۱۹۰۴)
- ۹ مه – جیمز بری، نویسنده بریتانیایی (د. ۱۹۳۷)
- ۲۹ مه – آیزاک آلبنیس، پیانیست و آهنگساز اسپانیایی (د. ۱۹۰۹)
- ۱۶ اوت – ژول لافورگ، شاعر فرانسوی (د. ۱۸۸۷)
- ۲۰ اوت – ریمون پوانکاره، سیاست‌مدار فرانسوی (د. ۱۹۳۴)
- ۶ سپتامبر – جین آدامز، ژورنالیست، نویسنده، و فیلسوف آمریکایی (د. ۱۹۳۵)
- ۱ اکتبر – آرتور فرانک ماتیوس، نقاش و معمار اهل ایالات متحده آمریکا (د. ۱۹۴۵)
- ۱ نوامبر – بویاز پنروز، سیاست‌مدار آمریکایی (د. ۱۹۲۱)
- ۲۳ نوامبر – یالمار برانتینگ، سیاست‌مدار و دیپلمات سوئدی (د. ۱۹۲۵)

### تاریخ نامعلوم
- آقابالا آقاسعیداغلو، موسیقی‌دان اهل امپراتوری روسیه (د. ۱۹۲۸)

## مرگ‌ها
- یانوش بویویی، ریاضیدان مجار-رومانیایی و از بنیانگذاران هندسهٔ نااقلیدسی
- ۱۲ مه – چارلز بری، معمار بریتانیایی (ز. ۱۷۹۵)
- ۱ ژوئیه – چارلز گودیر، مخترع، شیمی‌دان، و مهندس آمریکایی (ز. ۱۸۰۰)
- ۲۱ سپتامبر – آرتور شوپنهاور، فیلسوف آلمانی (ز. ۱۷۸۸)